# Cylisticus discolor
Cylisticus discolor is een pissebed uit de familie Cylisticidae. De wetenschappelijke naam van de soort is voor het eerst geldig gepubliceerd in 1949 door Verhoeff.